# أندرو أربوكل (ممثل)
أندرو أربوكل (بالإنجليزية: Andrew Arbuckle)‏ مواليد 5 سبتمبر 1887 في غالفستون، تكساس، الولايات المتحدة - الوفاة 21 سبتمبر 1938 في لوس أنجلوس، هو ممثل أمريكي. من أعماله فيلم سعادة وفيلم الملاك الداكن الذي كان آخر فيلم له حيث توفي إثر نوبة قلبية.

## وصلات خارجية
- أندرو أربوكل على موقع IMDb (الإنجليزية)
- أندرو أربوكل على موقع أول موفي (الإنجليزية)
- أندرو أربوكل على موقع قاعدة بيانات الفيلم (الإنجليزية)